# Иванов, Алексей Александрович (сержант)
Алексе́й Алекса́ндрович Ивано́в (1922—1941) — стрелок-бомбардир 52-го ближнебомбардировочного авиационного полка (76-я смешанная авиационная дивизия, ВВС 37-й армии, Юго-Западный фронт), старший сержант. Герой Советского Союза (1941).

## Биография
Родился 3 марта 1922 года в селе Марьино, ныне Торжокского района Тверской области, в семье крестьянина. Русский.
С 1925 года его семья жила в Новгороде, а с 1928 — в Кингисеппе Ленинградской области. Окончил среднюю школу № 1 в Кингисеппе в 1938 году. Член ВЛКСМ.
В Красную Армию был призван в 1940 году Нижне-Моржским райвоенкоматом. Окончил 9-ю Харьковскую военную авиационную школу лётчиков и лётчиков-наблюдателей.
Участник Великой Отечественной войны с июня 1941 года, старший сержант Алексей Иванов совершил 16 боевых вылетов на уничтожение живой силы и техники противника в районах Львова, Новоград-Волынского, Киева, Полтавы, Харькова, Белгорода, Ростова-на-Дону.
27 ноября 1941 года в семнадцатый раз вылетел на боевое задание в составе экипажа бомбардировщика «Су-2». В завязавшемся воздушном бою получил смертельное ранение, но продолжал вести бой, а затем прицельно сбросил бомбы на вражеские позиции. Когда самолёт совершил посадку на аэродроме, старший сержант Иванов был уже мёртв.
Указом Президиума Верховного Совета СССР «О присвоении звания Героя Советского Союза начальствующему составу Красной Армии» от 27 декабря 1941 года за «образцовое выполнение боевых заданий командования на фронте борьбы с немецкими захватчиками и проявленные при этом отвагу и геройство» удостоен звания Героя Советского Союза (посмертно).
Похоронен в посёлке городского типа Глубокий Каменского района Ростовской области.
После гибели Алексея Иванова М. И. Калинин направил письмо матери героя:

«Уважаемая Парасковья Александровна! По сообщению военного командования Ваш сын, старший сержант Алексей Александрович, в боях за Советскую Родину погиб смертью храбрых.
За геройский подвиг, совершённый Вашим сыном Алексеем Александровичем Ивановым в борьбе с немецкими захватчиками, Президиум Верховного Совета СССР Указом от 27 декабря 1941 г. присвоил ему высшую степень отличия — звание Героя Советского Союза. Посылаю Вам Грамоту Президиума Верховного Совета СССР о присвоении Вашему сыну звания Героя Советского Союза для хранения, как память о сыне-герое, подвиг которого никогда не забудется нашим народом.
Председатель Президиума Верховного Совета СССР М. Калинин».

## Память

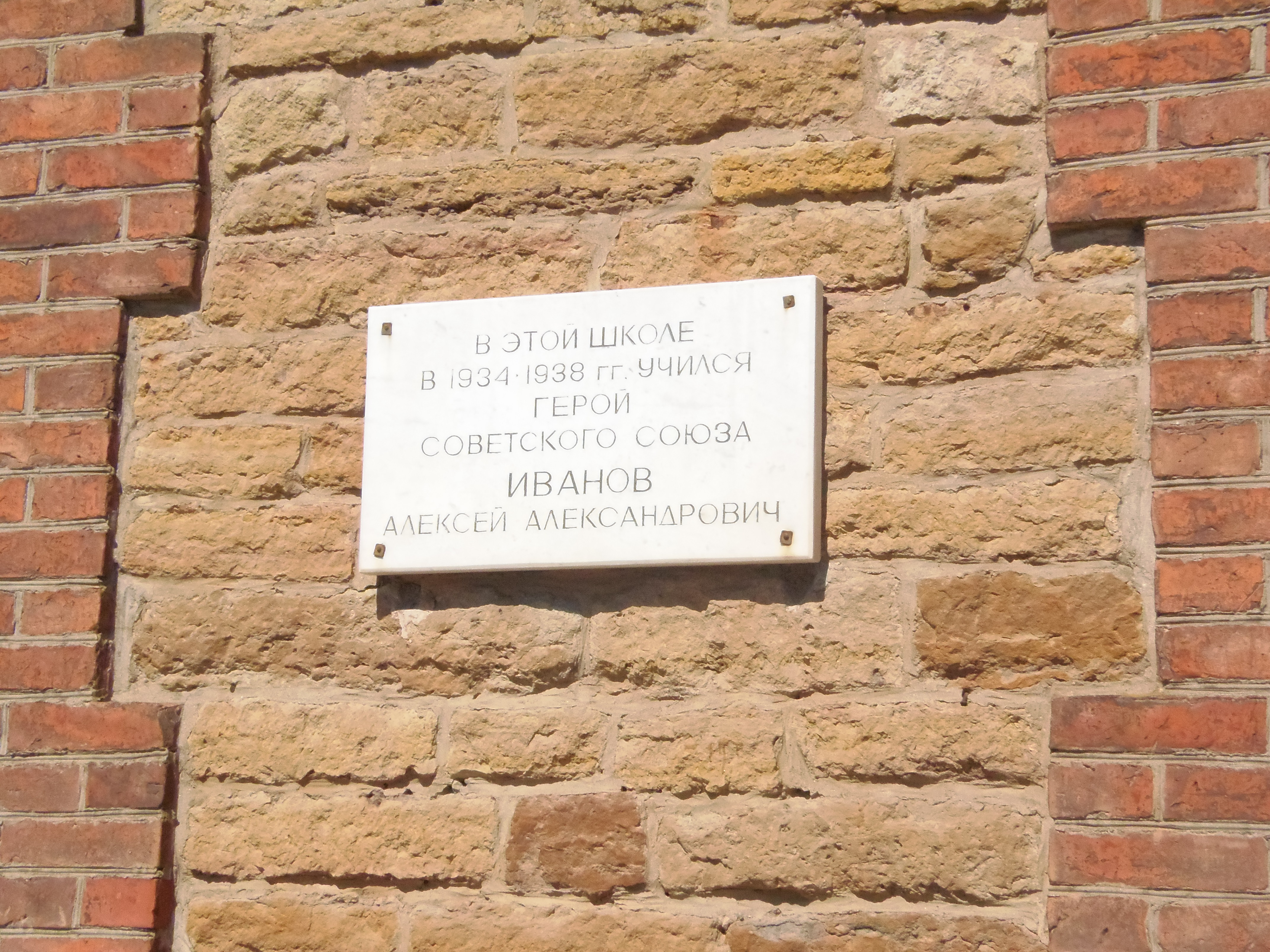
Мемориальная доска на бывшем здании школы, в которой учился Алексей Иванов.

- На здании бывшей средней школы № 1 города Кингисепп Ленинградской области Герою установлена мемориальная доска[2].
- В посёлке Глубокий Каменского района Ростовской области установлен памятник[3] Герою в виде пропеллера самолёта.